# Бокх I
Бокх I (на гръцки Βοκχος, Bochos) е цар на Мавретания от 110 пр.н.е. до 80 пр.н.е. Той е тъст на Югурта, с който води война срещу Рим. През 106 пр.н.е. Бокх предава Югурта на римляните.
По времето на Югуртинската война (111 – 105 пр.н.е.) през 108 пр.н.е. той се колебае коя страна да вземе на Югурта или на римляните. В крайна сметка се съюзява със зет си след обещание да получи част от царството му. Двамата царе претърпяват две поражения. След разговор със Сула, който по това време е квестор на Гай Марий – Бокх се съгласява да предаде Югурта на римляните. След този предателски акт, част от Нумидия е присъединена към царството му. За да спечели благоразположението на римляните и особено на Сула, изпраща в Рим статуя от злато изобразяваща предаването на Югурта на Сула.
Бокх I е баща на Бокх II и Богуд, които наследяват царството от баща си и го разделят помежду си. Впоследствие Бокх II присвоява половината на брат си и управлява сам. След смъртта на Бокх II през 33 пр.н.е. цяла Мавритания става римска провинция.